# Protonenmagnetometer
Ein Protonenmagnetometer (auch Protonen-Präzessions-Magnetometer) ist ein Messgerät für Magnetfelder, welches auf der Präzession des Spins von Protonen basiert.

## Aufbau und Funktionsweise

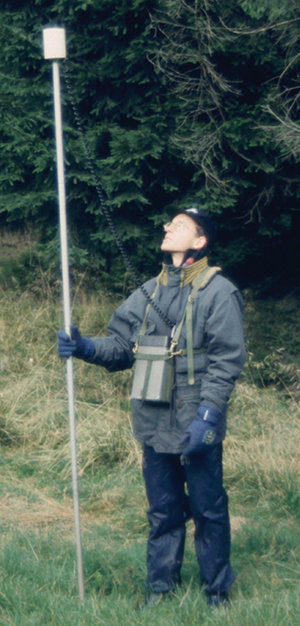
Tragbares Protonenmagnetometer im Feldeinsatz, 1995

Ein Protonenmagnetometer besteht aus einem nichtmagnetischen Gefäß, das mit einer Flüssigkeit gefüllt und von einer Spule umgeben ist. Als Flüssigkeit kommt ein Kohlenwasserstoff wie z. B. Petroleum oder auch Wasser zum Einsatz; es muss eine Substanz sein, die viel Wasserstoff enthält, da Protonen Atomkerne von Wasserstoff sind. Mit Hilfe der Spule wird ein starkes Magnetfeld angelegt, das den Kernspin in die Richtung des Magnetfelds ausrichtet. Anschließend wird dieses starke Magnetfeld entfernt, so dass die Protonen nur noch dem viel schwächeren zu messenden Magnetfeld ausgesetzt sind.
Weil letzteres nicht in die gleiche Richtung zeigt wie das Spulenmagnetfeld, werden die Protonenspins zur Larmorpräzession gebracht. Dabei senden sie eine elektromagnetische Strahlung aus, welche in der Spule eine Spannung induziert. Die Präzessionskreisfrequenz {\displaystyle \omega _{L}} ist dabei proportional zur Stärke {\displaystyle B_{\rm {erd}}} des Erdmagnetfelds:
{\displaystyle \omega _{L}=\gamma B_{\mathrm {erd} }\ ,}
der konstante Proportionalitätsfaktor {\displaystyle \gamma } heißt gyromagnetisches Verhältnis und hat für Protonen den Wert {\displaystyle \gamma =2\pi \cdot 42{,}5\,{\tfrac {\mathrm {kHz} }{\mathrm {mT} }}} (für Details siehe Larmorpräzession, Kernspinresonanz).
Mit einem Protonenmagnetometer kann nicht kontinuierlich gemessen werden, sondern die Protonenspins müssen regelmäßig ausgerichtet werden; die Präzession klingt nach dem Abschalten des Ausrichtungsfeldes innerhalb weniger Sekunden exponentiell ab, nur in dieser Zeit kann gemessen werden. Gleichzeitig wird dadurch auch die Trägheit des Instruments bestimmt, denn die Präzessionsfrequenz passt sich nicht sofort an eine Änderung der magnetischen Feldstärke an.
Mit dem Protonenmagnetometer kann nur die absolute Magnetfeldstärke gemessen werden, nicht jedoch die Feldrichtung – man spricht von einem skalaren Magnetometer, im Unterschied zu einem vektoriellen Magnetometer wie z. B. der Förster-Sonde. Da Frequenzen sehr genau gemessen werden können, ist die Messgenauigkeit eines Protonenmagnetometers sehr hoch, ungefähr bei 0,5 nT.
Eine besondere Art von Protonenmagnetometer ist ein Kernspintomograph – hier wird allerdings nicht das Magnetfeld gemessen, sondern anhand eines bekannten Magnetfeldes die Protonen, insbesondere ihr Vorhandensein sowie ihre Wechselwirkungen mit Nachbaratomen. Dabei werden die Präzessionsfrequenzen durch einen Sender im Radiobereich angeregt. Durch die Allgegenwart von Wasser im menschlichen Körper ist dies eine besonders vielseitige Untersuchungsmethode in der Medizin.
Vom Funktionsprinzip ähnlich ist das Cäsium-Magnetometer; hier wird jedoch der Spin von Elektronen verwendet. Dabei geschieht die Ausrichtung des Spins auf eine andere Weise, nämlich durch optisches Pumpen.

## Anwendungsgebiete
- Archäologie:
  - Metallische Gegenstände können entdeckt werden.
  - Der Oberboden ist meist stärker magnetisiert als der Untergrund, weil sich durch die Verwitterung magnetische Minerale gebildet haben. Daher zeichnen sich Gräben und Vertiefungen, die sich im Laufe der Zeit mit Oberboden gefüllt haben, als stärker magnetisiert ab;
dagegen sind Grabungsstellen, die sofort wieder zugeschüttet wurden (d. h. kein Oberboden konnte sich dort ablagern), schwächer magnetisiert als die Umgebung, weil die natürliche Ausrichtung der Minerale bei der Grabung durcheinandergebracht wurde.
  - Töpferwaren zeichnen sich deutlich ab, weil die enthaltenen Tonminerale antiferromagnetische Bestandteile enthalten, die durch das Brennen ferromagnetisch und beim Abkühlen im Erdmagnetfeld dauerhaft polarisiert werden.
- Geophysik:
  - Magnetische Störkörper (z. B. Erzlagerstätten) können untersucht werden
  - oder Gesteine mit starker Magnetisierung (z. B. Serpentin)
- Im Wasser können damit Schiffswracks gefunden werden.